# Алберт Коста
Алберт Коста (на испански: Albert Costa) е испански тенисист. 

## Биография
Алберт Коста е роден на 25 юни 1975  г. в Лерида, Испания. Той израства с идол Джон Макенроу. Освен тенис обича да играе карти, тенис на маса, голф и футбол. Фен на ФК „Барселона“ и родния си отбор Лерида, възхищава се на Майкъл Джордан, Тайгър Уудс и Роналдо.
По-малко от седмица след триумфа си на Откритото първенство на Франция през 2002 г. Коста се жени за дългогодишната си приятелка Кристина Вентура. Алекс Кореча е кум на сватбата. Двойката има дъщери близначки, Клаудия и Алма, които са родени на 21 април 2001 г.

## Кариера
Алберт Коста печели първата си титла на най-високо ниво на сингъл през 1995 г. в Австрия Оупън Кицбюел, побеждавайки „Краля на клея“ Томас Мустер във финал от пет сета. Това е първата от само 2 загуби на Мустер на клей през 1995 г. Коста сложи край на серията на Мустер от 40 последователни победи на клей и неговите 11 последователни финални победи. Коста спечели още три титли през 1996 г. През 1997 г. той спечели още две титли на сингъл и е част от испанския отбор, който спечели Световната отборна купа. Печели още две титли на сингъл през 1998 г., включително турнира в Хамбург от Мастърс сериите. Играе на високо ниво на Откритото първенство на Франция, но Марсело Риос го спря в четвъртия кръг. Следват още три титли през 1999 г.
През 2000 г. Алберт Коста помогна на Испания да спечели първата си Купа Дейвис. Въпреки че загуби в първия кръг на сингъл мъже, той спечели и бронзов медал на двойки мъже на Олимпийските игри през 2000 г. в Сидни, партнирайки си на Алекс Кореча.
През 2002 г. на Откритото първенство на Франция, Коста не е печелил титла от тура от 1999 г. насам и не е смятан сред фаворитите. Поставен в схемата на 20-то място, той побеждава Ришар Гаске, Николай Давиденко и Андреа Гауденци, стига до четвъртия кръг, където побеждава двукратния защитаващ шампион и бивш номер 1 в света Густаво Куертен. Следва победа в пет сета над аржентинеца Гилермо Каняс на четвъртфиналите. На полуфинала той побеждава сънародника си, бивш номер 2 в света и дългогодишен приятел Алекс Кореча в четири сета. На финала Коста се изправя срещу друг испанец, бъдещ номер 1 в света, Хуан Карлос Фереро. Фереро е в добра форма в навечерието на финла и повечето наблюдатели го смятат за големия фаворит на финала. Коста печели в четири сета, 6–1, 6–0, 4–6, 6–3, за да спечели първата си титла от Големия шлем. Победата го изстрелва до най-високото му място в кариерата на сингъл, номер 6 в света през юли 2002 г.
През декември 2008 г. Коста е обявен за капитан на Испания за Купа Дейвис, заменяйки Емилио Санчес Викарио. Коста става най-успешният испански капитан за Купа Дейвис до момента, тъй като извежда Испания до две титли за Купа Дейвис през 2009 и 2011 г., преди да предаде капитанската лента на Алекс Кореча.

## Кариерна статистика

#### Титли на турнири от Голям шлем (1)
| година | турнир      | съперник           | резултат           |
| ------ | ----------- | ------------------ | ------------------ |
| 2002   | Ролан Гарос | Хуан Карлос Фереро | 6–1, 6–0, 4–6, 6–3 |

#### Титли оттурнири от сериите Мастърс(1)
| година | турнир         | съперник във финала | резултат                  |
| ------ | -------------- | ------------------- | ------------------------- |
| 1998   | Германия Оупън | Алекс Кореча        | 6–2, 6–0, 1–0, отказва се |

#### Финали оттурнири от сериите Мастърс(2)
| година | турнир       | съперник във финала | резултат                |
| ------ | ------------ | ------------------- | ----------------------- |
| 1996   | Монте Карло  | Томас Мустер        | 3–6, 7–5, 6–4, 3–6, 2–6 |
| 1998   | Италия Оупън | Марсело Риос        | отказва се              |

### ATP финали (10 титли; 21 финала)
|        | П–З  | Година | Турнир                | Клас           | Настилка | Опонент            | Резултат                     |
| ------ | ---- | ------ | --------------------- | -------------- | -------- | ------------------ | ---------------------------- |
| Загуба | 0–1  | 1995   | Гран При Хасан Втори  | Световни серии | Клей     | Гилберт Шалер      | 4–6, 2–6                     |
| Загуба | 0–2  | 1995   | Португалия Оупън      | Световни серии | Клей     | Томас Мустер       | 4–6, 2–6                     |
| Победа | 1–2  | 1995   | Австрия Оупън Кицбюел | Световни серии | Клей     | Томас Мустер       | 4–6, 6–4, 7–6(7–3), 2–6, 6–4 |
| Загуба | 1–3  | 1996   | Дубай Чемпиъншипс     | Световни серии | Твърда   | Горан Иванишевич   | 4–6, 3–6                     |
| Загуба | 1–4  | 1996   | Монте Карло Мастърс   | Супер 9        | Клей     | Томас Мустер       | 3–6, 7–5, 6–4, 3–6, 2–6      |
| Победа | 2–4  | 1996   | Суис Оупън            | Световни серии | Клей     | Феликс Мантиля     | 4–6, 7–6(7–2), 6–1, 6–0      |
| Победа | 3–4  | 1996   | Сан Марино Оупън      | Световни серии | Клей     | Феликс Мантиля     | 7–6(9–7), 6–3                |
| Победа | 4–4  | 1996   | Брайтън Интернешънъл  | Световни серии | Клей     | Марк-Кевин Гьолнер | 6–7(4–7), 6–2, 6–2           |
| Победа | 5–4  | 1997   | Барселона Оупън       | Шампионски     | Клей     | Алберт Портас      | 7–5, 6–4, 6–4                |
| Победа | 6–4  | 1997   | Валенсия Оупън        | Световни серии | Клей     | Алберто Берасатеги | 6–3, 6–2                     |
| Победа | 7–4  | 1998   | Германия Оупън        | Супер 9        | Клей     | Алекс Кореча       | 6–2, 6–0, 1–0 отказва се     |
| Загуба | 7–5  | 1998   | Италия Оупън          | Супер 9        | Клей     | Марсело Риос       | отказва се                   |
| Победа | 8–5  | 1998   | Австрия Оупън Кицбюел | Световни серии | Клей     | Андреа Гауденци    | 6–2, 1–6, 6–2, 3–6, 6–1      |
| Загуба | 8–6  | 1998   | Брайтън Интернешънъл  | Световни серии | Клей     | Феликс Мантиля     | 3–6, 5–7                     |
| Победа | 9–6  | 1999   | Португалия Оупън      | Световни серии | Клей     | Тод Мартин         | 7–6(7–4), 2–6, 6–3           |
| Победа | 10–6 | 1999   | Суис Оупън            | Световни серии | Клей     | Николас Лапенти    | 7–6(7–4), 6–3, 6–4           |
| Победа | 11–6 | 1999   | Австрия Оупън Кицбюел | Шампионски     | Клей     | Фернандо Висенте   | 7–5, 6–2, 6–7(5–7), 7–6(7–4) |
| Загуба | 11–7 | 2001   | Австрия Оупън Кицбюел | Межд. Голд     | Клей     | Николас Лапенти    | 6–1, 4–6, 5–7, 5–7           |
| Загуба | 11–8 | 2002   | Барселона Оупън       | Межд. Голд     | Клей     | Гастон Гаудио      | 4–6, 0–6, 2–6                |
| Победа | 12–8 | 2002   | Ролан Гарос           | Голям шлем     | Клей     | Хуан Карлос Фереро | 6–1, 6–0, 4–6, 6–3           |
| Загуба | 12–9 | 2002   | Нидерландия Оупън     | Международни   | Клей     | Хуан Игнасио Чела  | 1–6, 6–7(4–7)                |